# Ärkeängeln Mikaels katedral, Belgrad
Ärkeängeln Mikaels katedral (serbisk kyrilliska: Саборна црква Михаила Архангела; latinska: Saborna crkva Mihaila Arhangela; kyrkslaviska: Собо́ръ Свѧтого Мїхаи́ла), också kallad Katedralen i Belgrad (Саборна црква у Београду/Saborna crkva u Beogradu) eller Belgrads katedral, är en serbisk-ortodox katedral belägen i Serbiens huvudstad, Belgrad.
Katedralen är helgad åt Ärkeängeln Mikael och tillhör Belgrads och Karlovcis ärkebiskopsdöme. 
Den är även en av de största kyrkobyggnaderna som har byggts i Furstendömet Serbien.

## Historik
På samma plats där Ärkeängeln Mikaels katedral står stod det tidigare en annan kyrka från 1728.
Den nuvarande katedralen började byggas 1837 och stod färdig 1840 enligt ritningar av byggaren A. F. Querfeld från staden Pančevo.
Arbetet med katedralens interiör utfördes från 1841 till 1845.

### Renoveringar
- Från 1993 till 1996 utfördes renoveringar av väggmålningarna och ikonostasen.
- Från 1996 till 1997 utfördes renoveringar av fasaden.
- 2006 utfördes renoveringar av taket och staketet runt om katedralen.

## Katedralen

### Exteriör
- Ärkeängeln Mikaels katedral är byggd i klassicistisk stil, med inventarier i barockstil.

- Katedralen är enskeppig och har ett högt klocktorn på den västra sidan.
- Dositej Obradović och Vuk Karadžić ligger begravda framför ingången.

### Inventarier
- Målningarna utfördes av Dimitrije Avramović, en av de viktigaste serbiska målarna under 1800-talet.
- Inne i Ärkeängeln Mikaels katedral kan man finna reliker av bland annat despoten och helgonet Stefan Štiljanović.
- Man kan också hitta gravar av bland annat några patriarker för den Serbisk-ortodoxa kyrkan.

## Övrigt
Kung Peter I kröntes i katedralen den 21 september 1904.

## Bilder

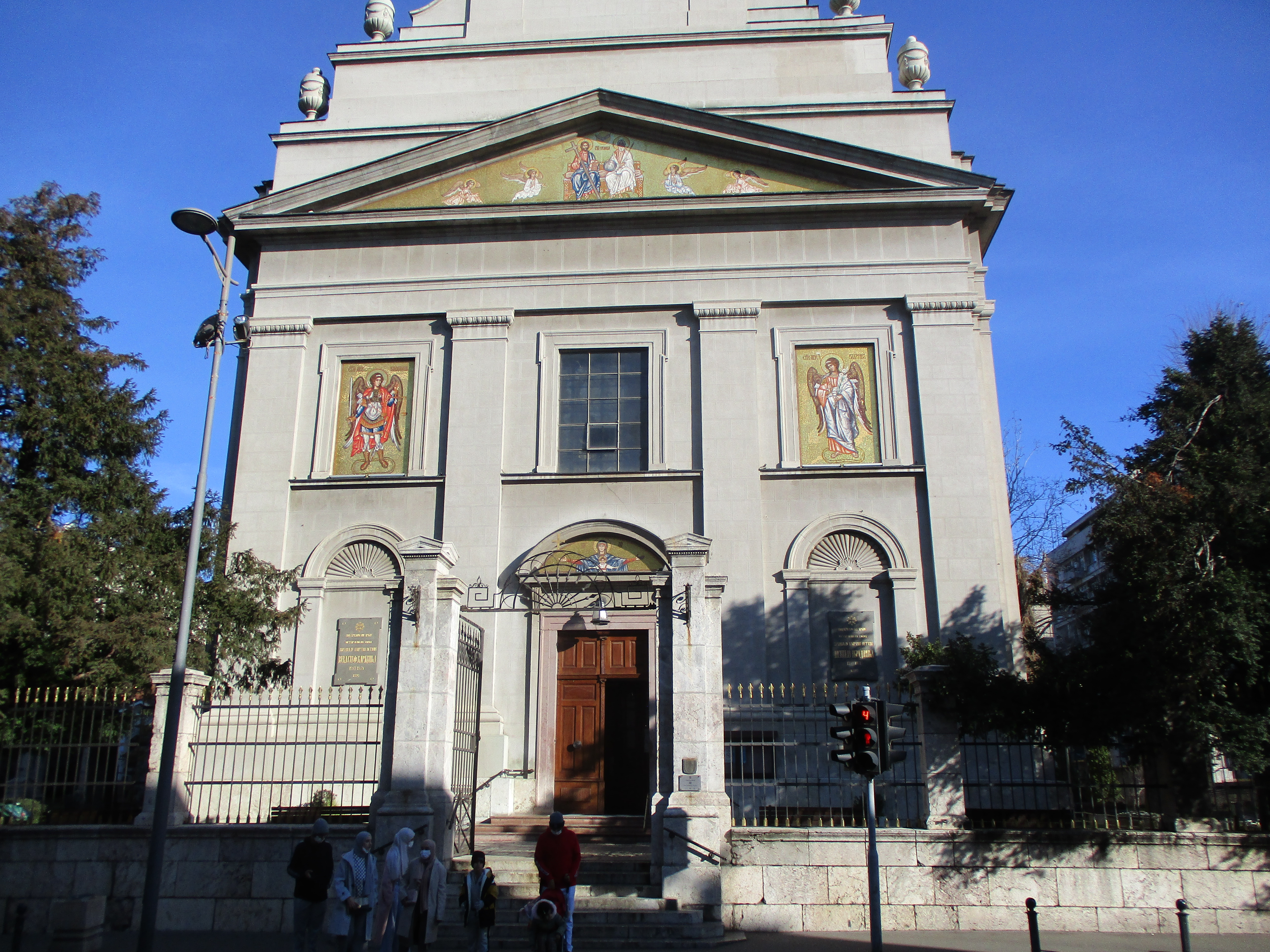
Ingången.
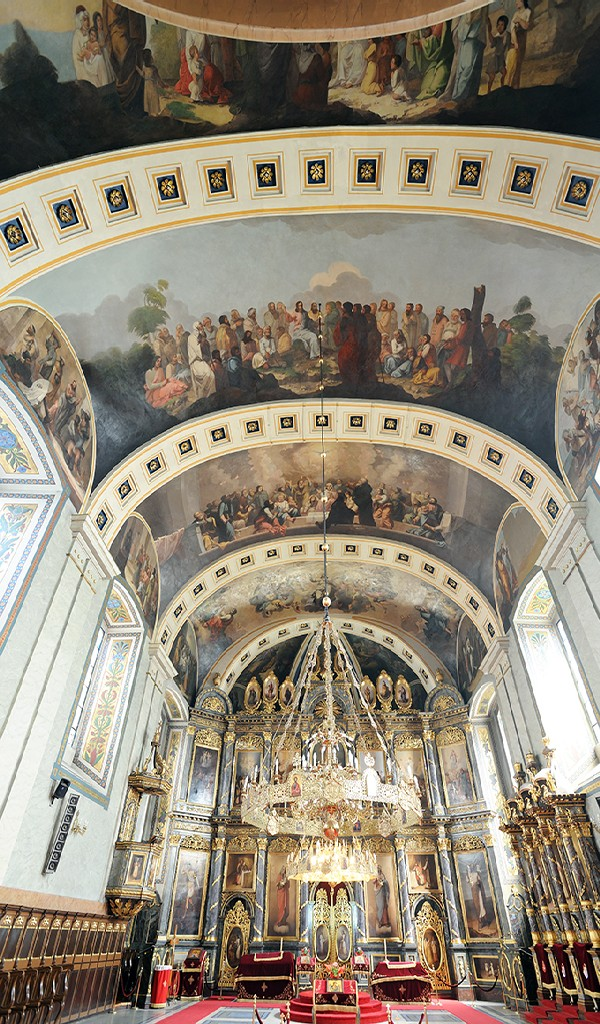
Katedralens interiör mot ikonostasen.
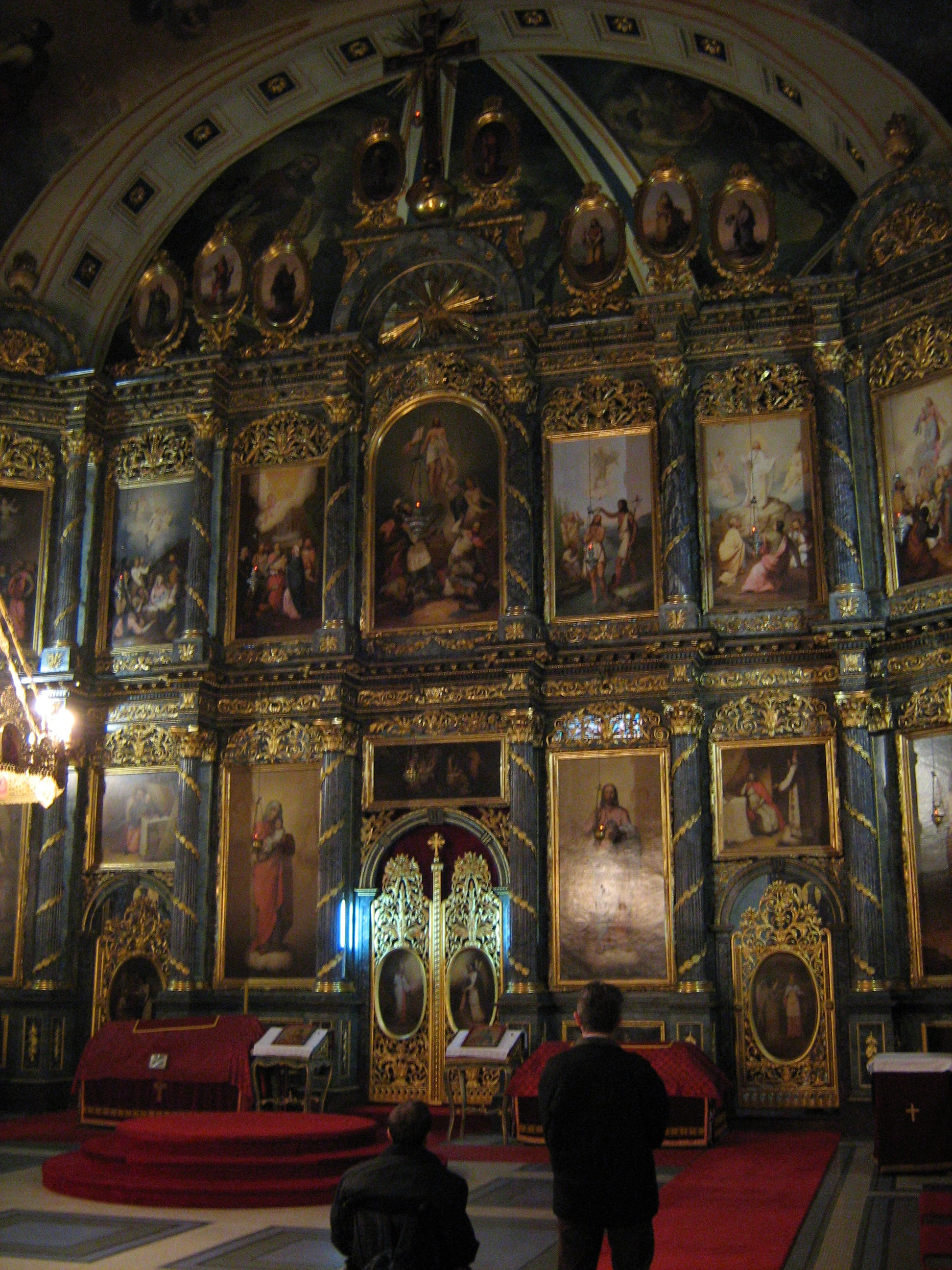
Ikonostasen.